# Dionisio Scarpín
Dionisio Fernando Scarpín (Avellaneda, 24 de mayo de 1972) es un político argentino de la Unión Cívica Radical. Fue intendente de su natal Avellaneda entre 2011 y 2021, se desempeñó como senador nacional por la provincia de Santa Fe durante 2 años. Actualmente se desempeña como diputado provincial en la Cámara de Diputados de Santa Fe.

## Biografía
Nació en 1972 en Avellaneda (departamento General Obligado, provincia de Santa Fe). Su padre, político radical, había sido intendente de su ciudad natal entre 1983 y 1991. Estudió en la Facultad de Ciencias Económicas de la Universidad Nacional del Litoral, donde comenzó su militancia política en el ámbito estudiantil. Presidió el centro de estudiantes y fue elegido consejero superior de la universidad.
Miembro de la Unión Cívica Radical (UCR), entre 2001 y 2003 fue secretario de Producción de la municipalidad de su natal Avellaneda y entre 2003 y 2009, secretario de Gobierno. Entre 2009 y 2010 fue concejal, hasta ser designado coordinador en la región norte de la provincia de Santa Fe por el entonces gobernador Hermes Binner, en el marco de un proyecto de descentralización del gobierno provincial.
En las elecciones locales de 2011, fue elegido intendente de Avellaneda, siendo reelegido en 2015 y 2019. En simultáneo, ha sido presidente del comité radical de Avellaneda desde 2011 y desde 2017 fue presidente del Foro de Intendentes Radicales de Santa Fe. Adquirió relevancia nacional en 2020 al oponerse a la intervención decretada por el presidente Alberto Fernández a la empresa Vicentin —incluyendo también un proyecto de expropiación—, cuya sede se encuentra en Avellaneda.
En las elecciones primarias de 2021, fue precandidato a senador nacional por la provincia de Santa Fe, en la fórmula encabezada por Carolina Losada en la lista «Cambiemos con Ganas» dentro de Juntos por el Cambio. La lista fue la ganadora en la interna, pasando a las elecciones generales donde fue la más votada de la provincia, obteniendo las dos bancas por la mayoría.
Tras su elección al Senado, Scarpín asumió su cargo el 10 de diciembre de 2021. Durante su mandato, se destacó por su participación en importantes debates legislativos y su compromiso con los intereses de Santa Fe. La agroindustria, la infraestructura vial y de servicios de la provincia; son los temas en los que trabajó durante su periodo como senador nacional.
En las elecciones de medio término de 2023 en Santa Fe, Scarpín se postuló y fue electo como diputado provincial. En diciembre de ese mismo año, asumió en la Cámara de Diputados. Actualmente preside las Comisiones de Obras Públicas y Gobiernos Locales, y es miembro de Labor Parlamentaria.